# Ocotea tsaratananensis
Ocotea tsaratananensis är en lagerväxtart som beskrevs av H. van der Werff. Ocotea tsaratananensis ingår i släktet Ocotea och familjen lagerväxter. Inga underarter finns listade i Catalogue of Life.